# Ramphotyphlops hatmaliyeb
Ramphotyphlops hatmaliyeb — вид змій родини сліпунів (Typhlopidae). Ендемік Федеративних Штатів Мікронезії. Описаний у 2012 році.

## Поширення і екологія
Ramphotyphlops hatmaliyeb відомі за кількома зразками, зібраними на атолі Уліті в архіпелазі Каролінських островів.